# Carole Cole
Carole Cole (17 de octubre de 1944 – 19 de mayo de 2009) fue una actriz y productora musical estadounidense, directora ejecutiva de King Cole Productions. Era la hija del cantante y pianista de jazz Nat King Cole y de la cantante de jazz Maria Cole, y hermana mayor de la cantante Natalie Cole.

## Primeros años
Cole nació en Medford, Massachusetts, y era hija adoptiva de Nat King Cole y hermana adoptiva de Natalie Cole. Su madre biológica, Carol Hawkins, era hermana de la esposa de Nat King Cole, Maria. A través de su madre, Cole era sobrina nieta de la educadora Charlotte Hawkins Brown.

## Carrera
Cole obtuvo un grado de asociado en el Cazenovia College y siguió una carrera vital como actriz que abarcó el teatro, la televisión y el cine. En 1964, firmó un contrato con el programa de Nuevos Talentos de Columbia Pictures, junto con su amigo y colega Harrison Ford. Durante su carrera como actriz protagonizó las películas The Silencers (1966), The Mad Room, (1969), Promise at Dawn (1970) y The Taking of Pelham One Two Three (1974). Apareció en televisión en Positively Black (1975) y fue coprotagonista en la serie de la NBC Sanford and Son. Sobre el escenario, Cole actuó en Weekend, de Gore Vidal (1968), "Pericles," (1974, Festival Shakespeare de Nueva York [ahora conocido como The Public] Delacorte Theatre Shakespeare in the Park), y What If It Had Turned Up Heads (1972). También apareció como actriz regular en el papel de Ellie, la hija de Grady Wilson, en la serie de televisión de los años setenta Grady (un spin-off de la exitosa Sanford and Son).
En 1991, Cole se convirtió en directora general de King Cole Productions, donde gestionó las licencias del patrimonio de Nat King Cole. Produjo álbumes como Christmas for Kids: From One to Ninety Two, The World of Nat King Cole, Transcriptions: Nat King Cole Trio, entre muchos otros. Durante 20 años, bajo su supervisión, Nat King Cole publicó póstumamente un álbum casi cada año.
En 2009, poco antes de su muerte por cáncer de pulmón, Cole publicó Re: Generations, una colaboración de artistas internacionales que ofrecían sus interpretaciones artísticas y homenajes a obras específicas de Nat King Cole. Ella financió el álbum, que incluía temas interpretados por the Roots, will.i.am, Cee Lo Green, Natalie Cole, Bebel Gilberto y Brazilian Girls.

## Vida personal y muerte
La mayor de los hijos de Nat King Cole, tuvo tres hijos, Caroline Clarke, Sage Zailm Cole y Harleigh Maxim Cole. Su hija mayor, Caroline, fue dada en adopción inmediatamente después de nacer (en contra de los deseos de Cole), pero ambas se conocieron en 2002 y posteriormente desarrollaron un estrecho vínculo. Cole falleció el 19 de mayo de 2009 a causa de un cáncer de pulmón a la edad de 64 años. En ese momento, su hermana Natalie estaba ingresada en otro hospital para someterse a una operación de trasplante de riñón.

## Filmografía
- The Silencers (1966) – camarera (sin acreditar)
- Model Shop (1969) – Barbara
- The Mad Room (1969) – Chris
- Promise at Dawn (1970) – Louison – una enfermera
- The Taking of Pelham One Two Three (1974) – La secretaria (Hostage)